# Compsodecta montana
Compsodecta montana là một loài nhện trong họ Salticidae.
Loài này thuộc chi Compsodecta. Compsodecta montana được Arthur Merton Chickering miêu tả năm 1946.